# Theater ZIMIHC Wittevrouwen
ZIMIHC theater Wittevrouwen is een theater in de Nederlandse stad Utrecht. Het theater zit in de voormalige Nederlands Hervormde Gemeente School aan de Bouwstraat 55 te Utrecht in de wijk Wittevrouwen.
Het theater biedt 80 zitplaatsen en is een kunsthuis voor en door amateurkunstenaars en organisaties uit de provincie Utrecht.
ZIMIHC heeft naast de locatie in Wittenvrouwen nog twee locaties in de stad Utrecht. ZIMIHC theater Stefanus (voormalige Stefanuskerk) staat in de wijk Overvecht en ZIMIHC theater Zuilen is gevestigd in het Vorstelijk Complex te Zuilen.
ZIMIHC Maatwerk organiseert projecten en evenementen.

## Naam
ZIMIHC is een afkorting van Zat Ik Maar In Hoog Catharijne en is tevens de naam van een gerelateerde band.